# Granica rumuńsko-ukraińska
Granica rumuńsko-ukraińska – granica międzypaństwowa. Granica rumuńsko-ukraińska jest zarazem zewnętrzną granicą Unii Europejskiej.

## Przebieg

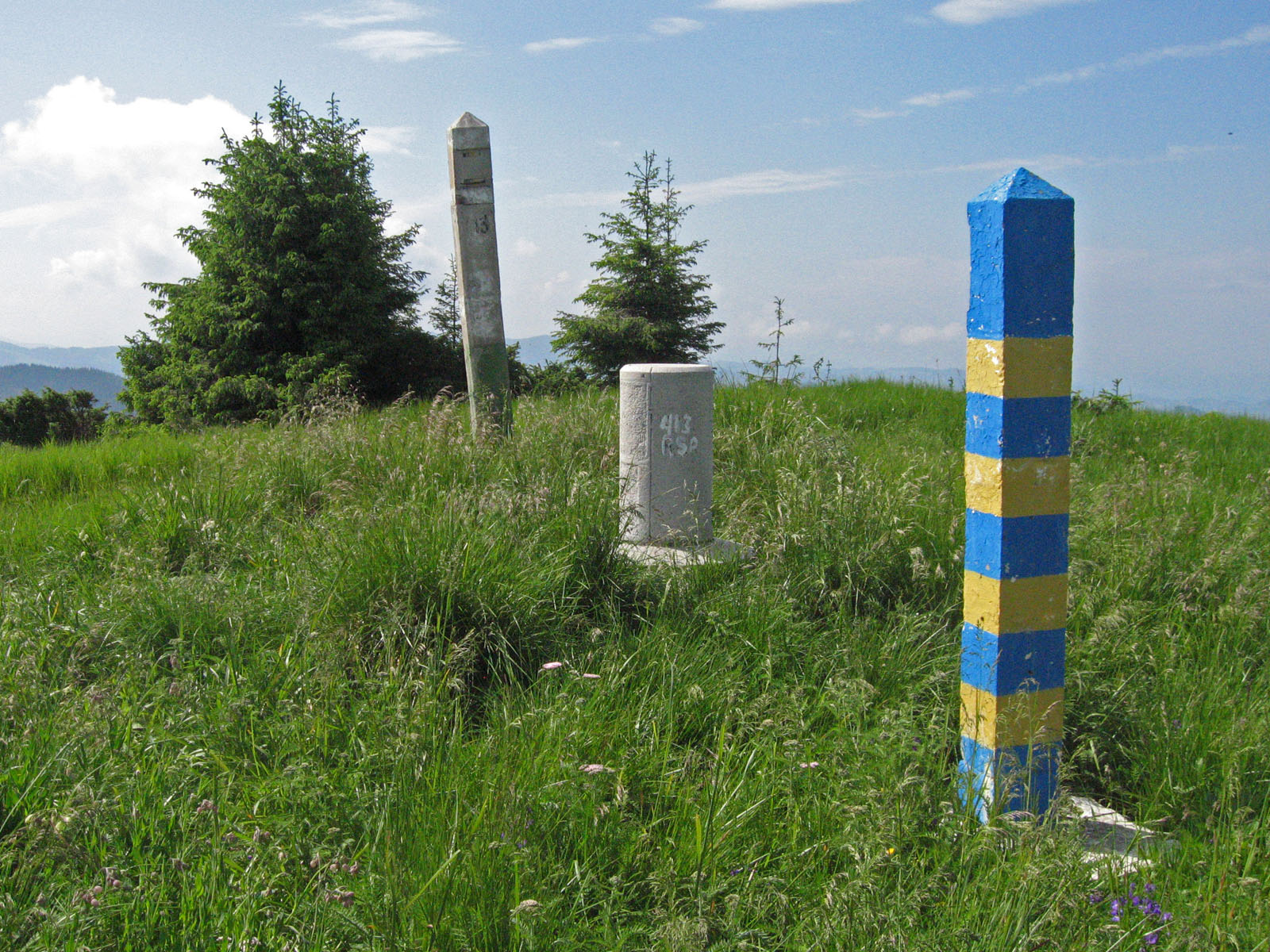
Granica na górze Stóg, 2013 r.

Pierwsza granica biegnie od trójstyku z Węgrami, wzdłuż Cisy i Górami Marmaroskimi. Następnie sztuczną granicą na wschód do trójstyku z Mołdawią na rzece Prut (okolice Lipkan). Druga rozpoczyna się na połączeniu rzeki Prut z Dunajem (okolice miasta Reni) następnie Dunajem i jego odnogą Kilią prowadzi do brzegu Morza Czarnego.

## Historia
Granica powstała w 1940 roku (aneksja Besarabii i północnej Bukowiny przez Związek Radziecki), potwierdzona paryskim traktatem pokojowym w 1947 roku. Do 1991 roku obecna granica  Ukrainy (Ukraińska Socjalistyczna Republika Radziecka) i Rumunii (Rumuńska Republika Ludowa) stanowiła część granicy z ZSRR i miała identyczny przebieg.